# Đặng Văn Lâm
Đặng Văn Lâm (en vietnamita: Đặng Văn Lâm en ruso: Лев Шонович Данг; Moscú, Rusia, 13 de agosto de 1993) es un futbolista de Vietnam nacido en Rusia que juega en la posición de guardameta con el Phù Đổng Ninh Bình de la V.League 1 desde el año 2024.

## Carrera

### Club
| Periodo   | Club                         |
| --------- | ---------------------------- |
| 2011-2013 | Hoàng Anh Gia Lai            |
| 2012      | → Hoàng Anh Attapeu (cedido) |
| 2013-2014 | FC Duslar Moscú              |
| 2014-2015 | FC Rodina Moscú              |
| 2015-2019 | Hải Phòng FC                 |
| 2019-2021 | Muangthong United            |
| 2021-2022 | Cerezo Osaka                 |
| 2022-2024 | Quy Nhơn Bình Định           |
| 2024-     | Phù Đổng Ninh Bình           |

### Selección nacional
Debutó con Vietnam en junio de 2017 ante Jordania en Ho Chi Minh City por la Clasificación para la Copa Asiática 2019, partido que terminó 0-0. Luego ganó el Campeonato de la AFF 2018, su primer título internacional.
Jugó en la Copa Asiática 2019 donde detuvo un penal a Ahmed Samir de Jordania en los octavos de final para ayudar a Vietnam a avanzar de ronda.

## Logros

### Club
- V.League 2: 2024-25

### Selección nacional
- VFF Cup: 2018, 2022
- Campeonato de la AFF: 2018

### Individual
- Equipo Ideal del Campeonato de la AFF 2018[4]
- Equipo Ideal de la Federación de Fútbol de la ASEAN: 2019[5]
- Equipo Ideal del Campeonato de la AFF 2022[6]
- Balón de Bronce de Vietnam en 2023
- Equipo Ideal de la V.League 2 en 2024-25